# Corneilla-la-Rivière
Pour les articles homonymes, voir Corneilla.
Corneilla-la-Rivière  est une commune française située dans le nord-est du département des Pyrénées-Orientales, en région Occitanie. Sur le plan historique et culturel, la commune est dans le Roussillon, une ancienne province du royaume de France, qui a existé de 1659 jusqu'en 1790 et qui recouvrait les trois vigueries du Roussillon, du Conflent et de Cerdagne.
Exposée à un climat méditerranéen, elle est drainée par la Têt, la Comelade et par un autre cours d'eau. La commune possède un patrimoine naturel remarquable composé de deux zones naturelles d'intérêt écologique, faunistique et floristique.
Corneilla-la-Rivière est une commune rurale qui compte 2 013 habitants en 2022, après avoir connu une forte hausse de la population depuis 1975. Elle fait partie de l'aire d'attraction de Perpignan. Ses habitants sont appelés les Corneillanais ou  Corneillanaises.

## Géographie

### Localisation
La commune de Corneilla-la-Rivière se trouve dans le département des Pyrénées-Orientales, en région Occitanie.
Elle se situe à 13 km à vol d'oiseau de Perpignan, préfecture du département, à 27 km de Prades, sous-préfecture, et à 5 km du Le Soler, bureau centralisateur du canton de la Vallée de la Têt dont dépend la commune depuis 2015 pour les élections départementales.
La commune fait en outre partie du bassin de vie de Perpignan.
Les communes les plus proches sont : 
Saint-Féliu-d'Amont (1,4 km), Saint-Féliu-d'Avall (1,9 km), Millas (2,9 km), Pézilla-la-Rivière (3,3 km), Néfiach (5,2 km), Le Soler (5,4 km), Camélas (5,5 km), Villeneuve-la-Rivière (6,0 km).
Sur le plan historique et culturel, Corneilla-la-Rivière fait partie du Fenouillèdes, une dépression allongée entre les Corbières et les massifs pyrénéens recouvrant la presque totalité du bassin de l'Agly. Ce territoire est culturellement une zone de langue occitane.

### Communes limitrophes
Les communes limitrophes sont  Calce, Millas, Montner, Pézilla-la-Rivière, Saint-Féliu-d'Amont et Saint-Féliu-d'Avall.
|        | Montner              | Calce (par un quadripoint) |
| Millas | Corneilla-la-Rivière | Pézilla-la-Rivière         |
|        | Saint-Féliu-d'Amont  | Saint-Féliu-d'Avall        |

### Géologie et relief
La superficie de la commune est de 1 190 hectares. L'altitude de Corneilla-la-Rivière varie entre 74 mètres et 480 mètres.
La commune est classée en zone de sismicité 3, correspondant à une sismicité modérée.

### Hydrographie
La Têt constitue la frontière méridionale de la commune. Elle provient à l'ouest de Millas et se dirige à l'est vers Pézilla-la-Rivière.

### Climat
Pour des articles plus généraux, voir Climat de l'Occitanie et Climat des Pyrénées-Orientales.
En 2010, le climat de la commune est de type climat méditerranéen franc, selon une étude du CNRS s'appuyant sur une série de données couvrant la période 1971-2000. En 2020, Météo-France publie une typologie des climats de la France métropolitaine dans laquelle la commune est exposée à un climat méditerranéen et est dans une zone de transition entre les régions climatiques « Pyrénées orientales » et « Provence, Languedoc-Roussillon ».
Pour la période 1971-2000, la température annuelle moyenne est de 14,7 °C, avec une amplitude thermique annuelle de 15,7 °C. Le cumul annuel moyen de précipitations est de 658 mm, avec 6 jours de précipitations en janvier et 3 jours en juillet. Pour la période 1991-2020, la température moyenne annuelle observée sur la station météorologique la plus proche, située sur la commune de Caixas à 13 km à vol d'oiseau, est de 15,5 °C et le cumul annuel moyen de précipitations est de 729,7 mm,. Pour l'avenir, les paramètres climatiques de la commune estimés pour 2050 selon différents scénarios d’émission de gaz à effet de serre sont consultables sur un site dédié publié par Météo-France en novembre 2022.

### Milieux naturels et biodiversité

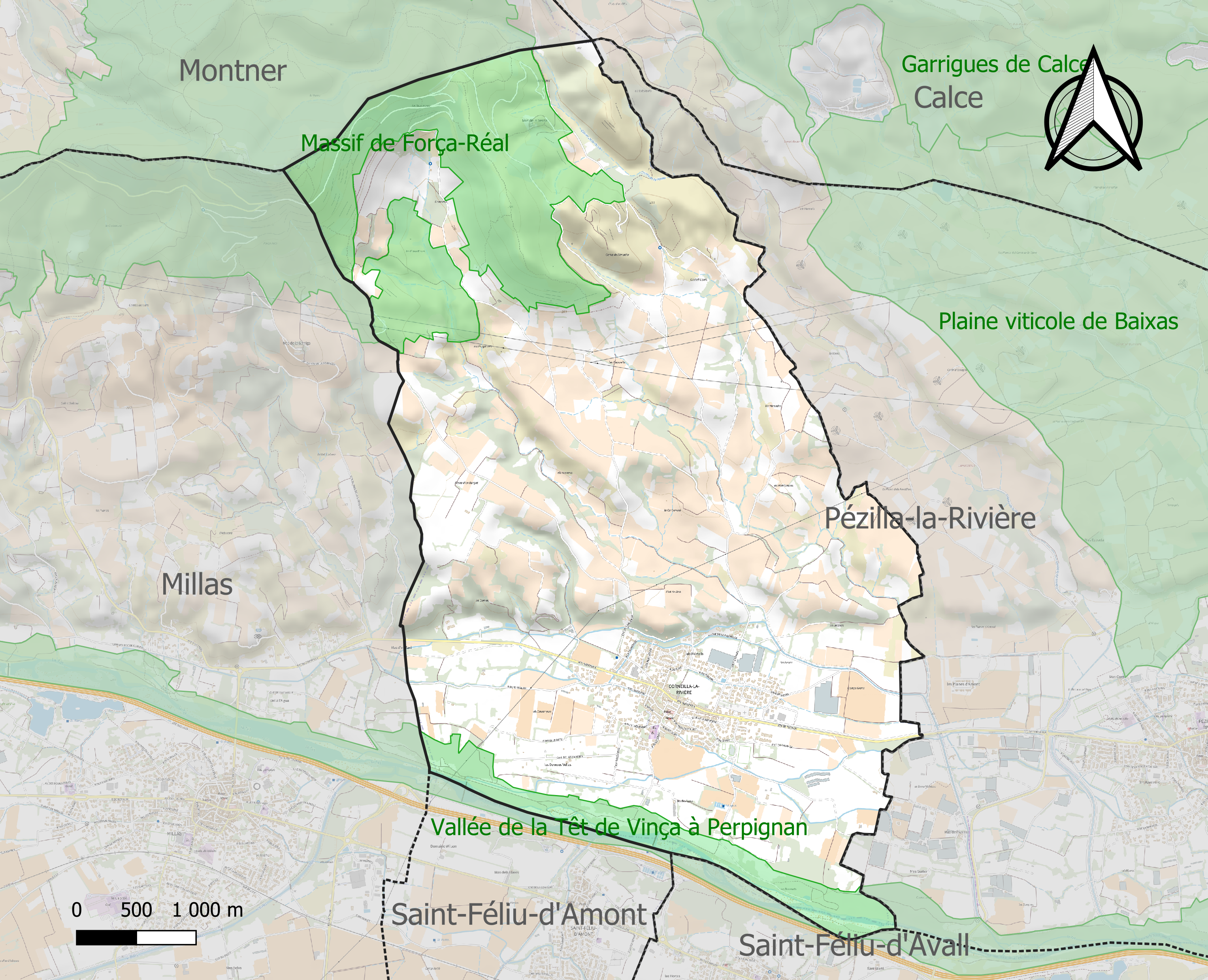
Carte des ZNIEFF de type 1 localisées sur la commune.

L’inventaire des zones naturelles d'intérêt écologique, faunistique et floristique (ZNIEFF) a pour objectif de réaliser une couverture des zones les plus intéressantes sur le plan écologique, essentiellement dans la perspective d’améliorer la connaissance du patrimoine naturel national et de fournir aux différents décideurs un outil d’aide à la prise en compte de l’environnement dans l’aménagement du territoire.
Deux ZNIEFF de type 1 sont recensées sur la commune :
le « massif de Força-Réal » (633 ha), couvrant 3 communes du département et 
la « vallée de la Têt de Vinça à Perpignan » (554 ha), couvrant 10 communes du département.

## Urbanisme

### Typologie
Au 1er janvier 2024, Corneilla-la-Rivière est catégorisée bourg rural, selon la nouvelle grille communale de densité à sept niveaux définie par l'Insee en 2022.
Elle est située hors unité urbaine. Par ailleurs la commune fait partie de l'aire d'attraction de Perpignan, dont elle est une commune de la couronne,. Cette aire, qui regroupe 118 communes, est catégorisée dans les aires de 200 000 à moins de 700 000 habitants,.

### Occupation des sols

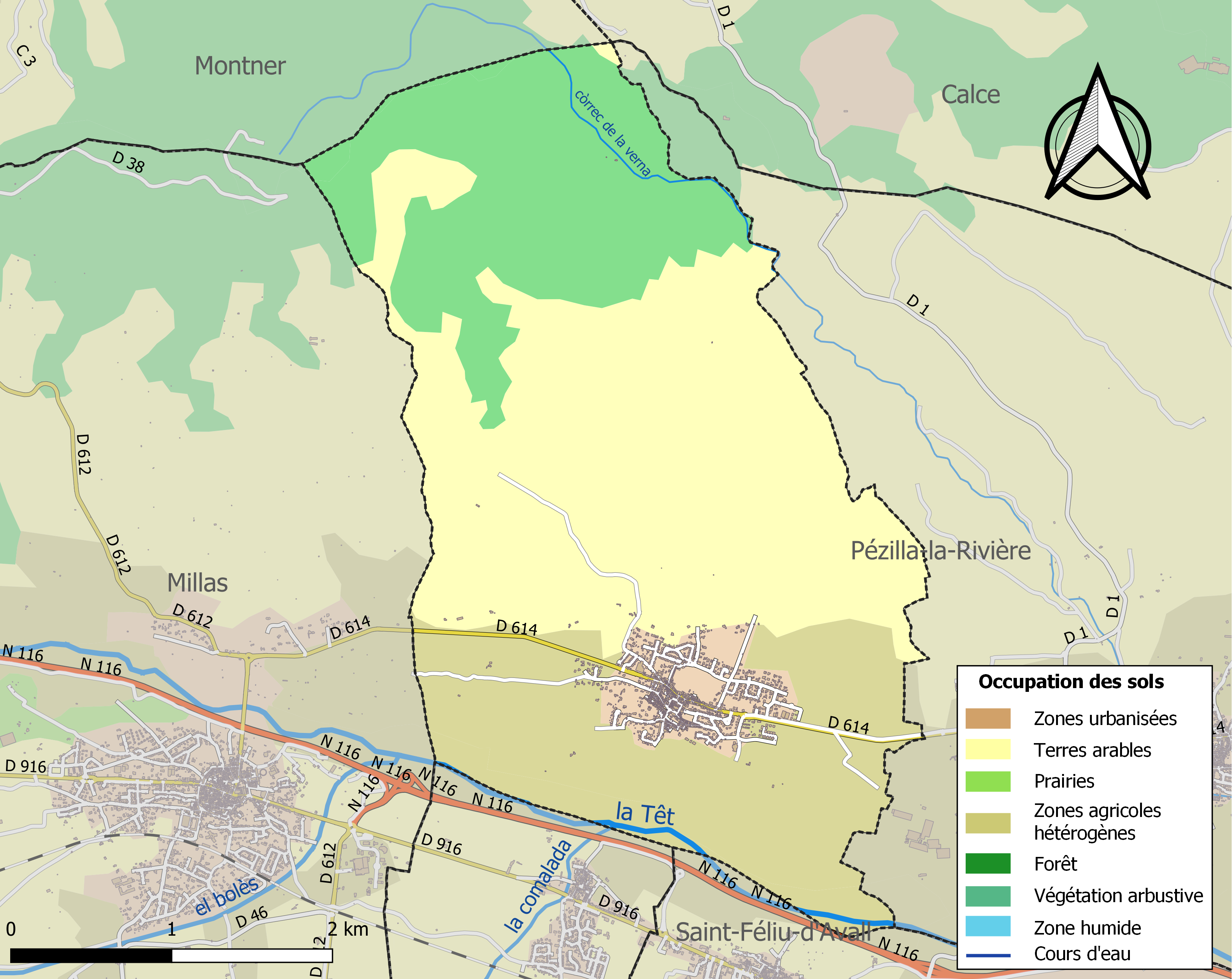
Carte des infrastructures et de l'occupation des sols de la commune en 2018 (CLC).

L'occupation des sols de la commune, telle qu'elle ressort de la base de données européenne d’occupation biophysique des sols Corine Land Cover (CLC), est marquée par l'importance des territoires agricoles (71,7 % en 2018), en diminution par rapport à 1990 (73,9 %). La répartition détaillée en 2018 est la suivante : 
cultures permanentes (46,5 %), zones agricoles hétérogènes (25,1 %), milieux à végétation arbustive et/ou herbacée (23,1 %), zones urbanisées (5,2 %). L'évolution de l’occupation des sols de la commune et de ses infrastructures peut être observée sur les différentes représentations cartographiques du territoire : la carte de Cassini (XVIIIe siècle), la carte d'état-major (1820-1866) et les cartes ou photos aériennes de l'IGN pour la période actuelle (1950 à aujourd'hui).

### Voies de communication et transports
La ligne 510 du réseau régional liO relie la commune à la gare de Perpignan depuis Millas.

### Risques majeurs
Le territoire de la commune de Corneilla-la-Rivière est vulnérable à différents aléas naturels : inondations, climatiques (grand froid ou canicule), feux de forêts, mouvements de terrains et séisme (sismicité modérée). Il est également exposé à un risque technologique, la rupture d'un barrage, et à un risque particulier, le risque radon,.

#### Risques naturels
Certaines parties du territoire communal sont susceptibles d’être affectées par le risque d’inondation par crue torrentielle de cours d'eau du bassin de la Têt. La commune fait partie du territoire à risques importants d'inondation (TRI) de Perpignan-Saint-Cyprien, regroupant 43 communes du bassin de vie de l'agglomération perpignanaise, un des 31 TRI qui ont été arrêtés le 12 décembre 2012 sur le bassin Rhône-Méditerranée. Des cartes des surfaces inondables ont été établies pour trois scénarios : fréquent (crue de temps de retour de 10 ans à 30 ans), moyen (temps de retour de 100 ans à 300 ans) et extrême (temps de retour de l'ordre de 1 000 ans, qui met en défaut tout système de protection),.
Les mouvements de terrains susceptibles de se produire sur la commune sont soit des mouvements liés au retrait-gonflement des argiles, soit des glissements de terrains, soit des chutes de blocs. Une cartographie nationale de l'aléa retrait-gonflement des argiles permet de connaître les sols argileux ou marneux susceptibles vis-à-vis de ce phénomène.
Ces risques naturels sont pris en compte dans l'aménagement du territoire de la commune par le biais d'un plan de surfaces submersibles valant plan de prévention des risques.

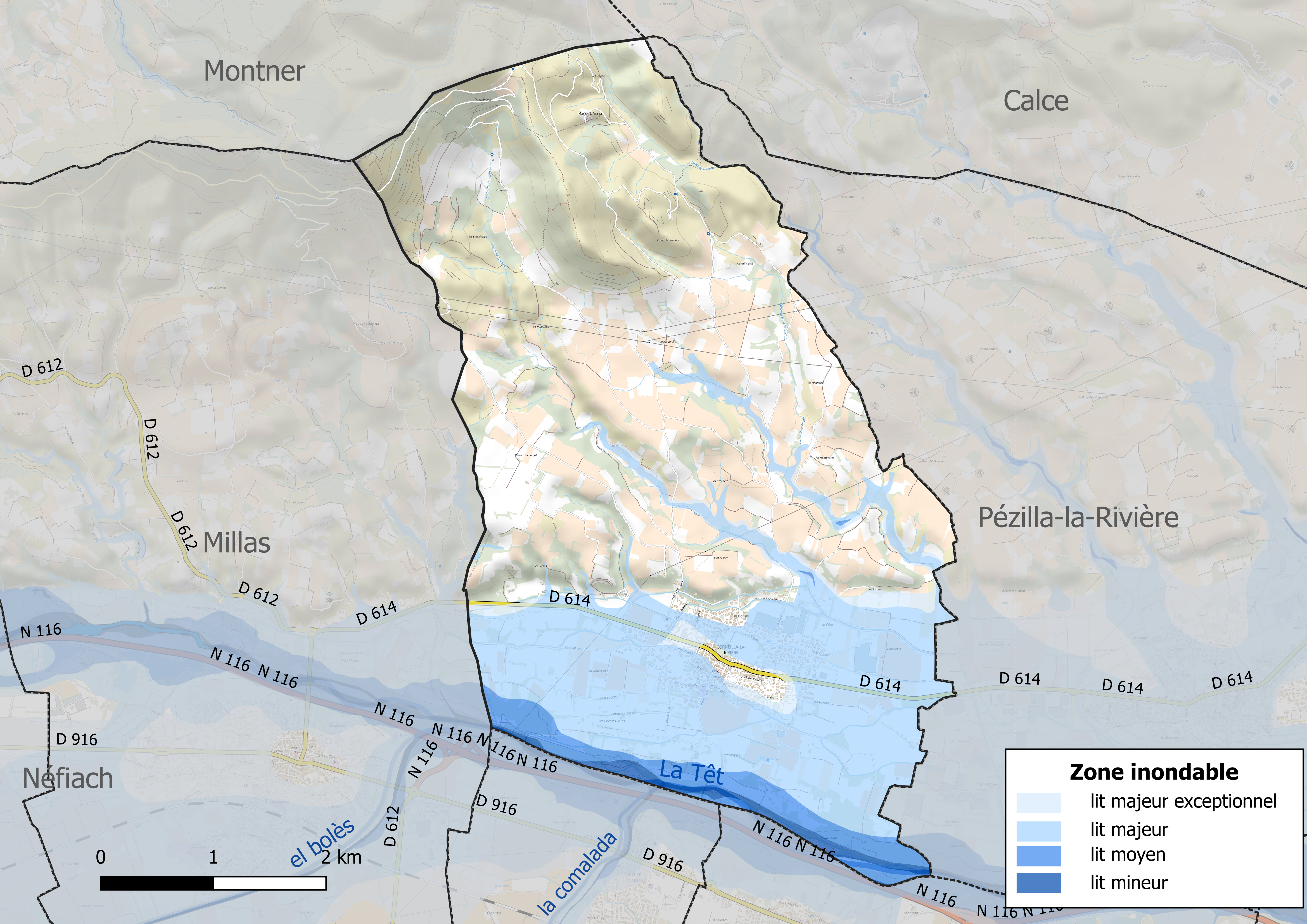
Carte des zones inondables.
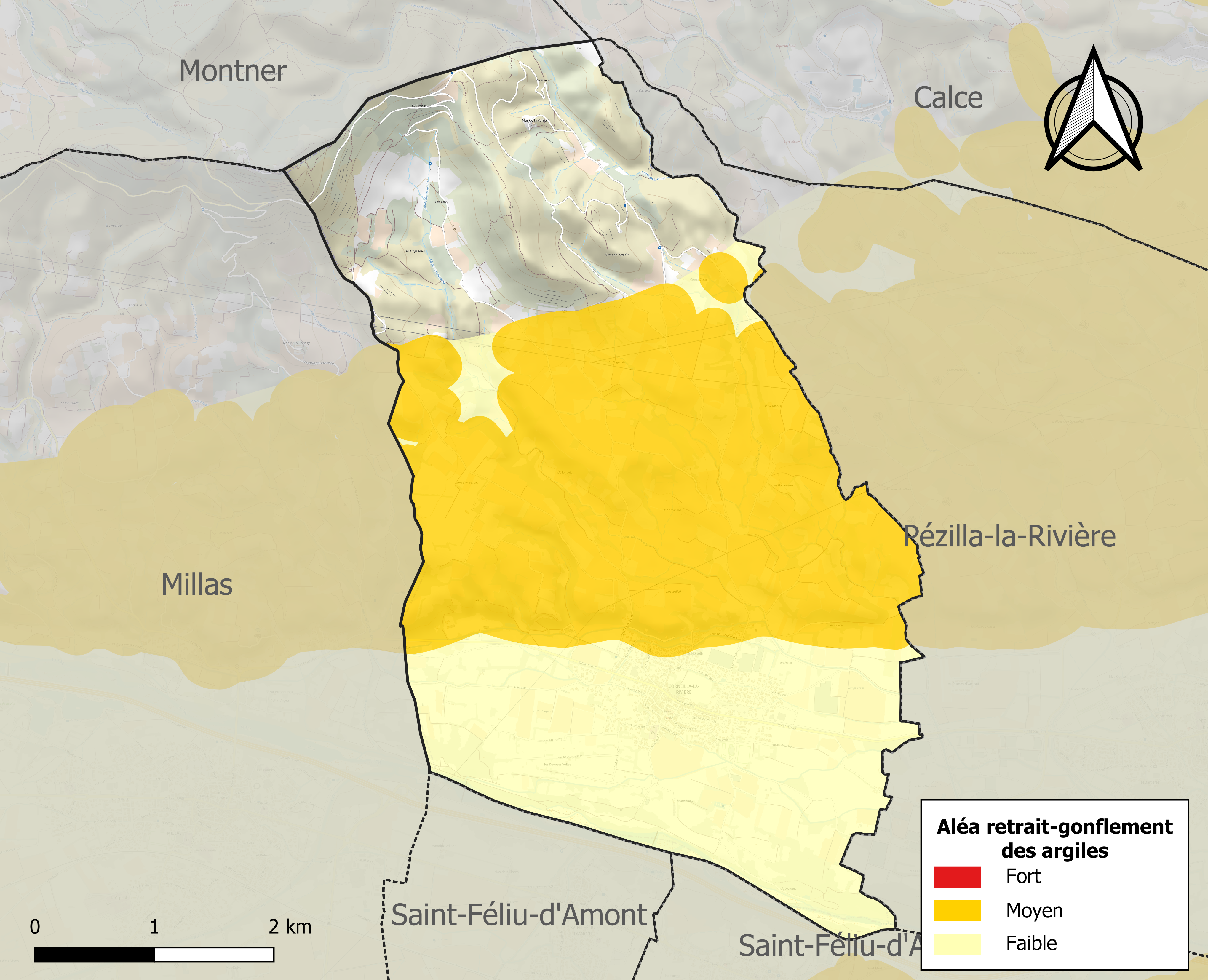
Carte des zones d'aléa retrait-gonflement des argiles.

#### Risques technologiques
Dans le département des Pyrénées-Orientales, on dénombre sept grands barrages susceptibles d’occasionner des dégâts en cas de rupture. La commune fait partie des 66 communes susceptibles d’être touchées par l’onde de submersion consécutive à la rupture d’un de ces barrages, les barrages des Bouillouses ou de Vinça sur la Têt.

#### Risque particulier
Dans plusieurs parties du territoire national, le radon, accumulé dans certains logements ou autres locaux, peut constituer une source significative d’exposition de la population aux rayonnements ionisants. Toutes les communes du département sont concernées par le risque radon à un niveau plus ou moins élevé. Selon la classification de 2018, la commune de Corneilla-la-Rivière est classée en zone 3, à savoir zone à potentiel radon significatif.

## Toponymie
En catalan, le nom de la commune est Cornellà de la Ribera.
En 1793, le nom de la commune est Corneilla. Il devient Corneilla-la-Rivière ou Corneilla-de-la-Rivière en 1801.

## Histoire
10 août 1793 : Combat de Corneilla durant la guerre du Roussillon.

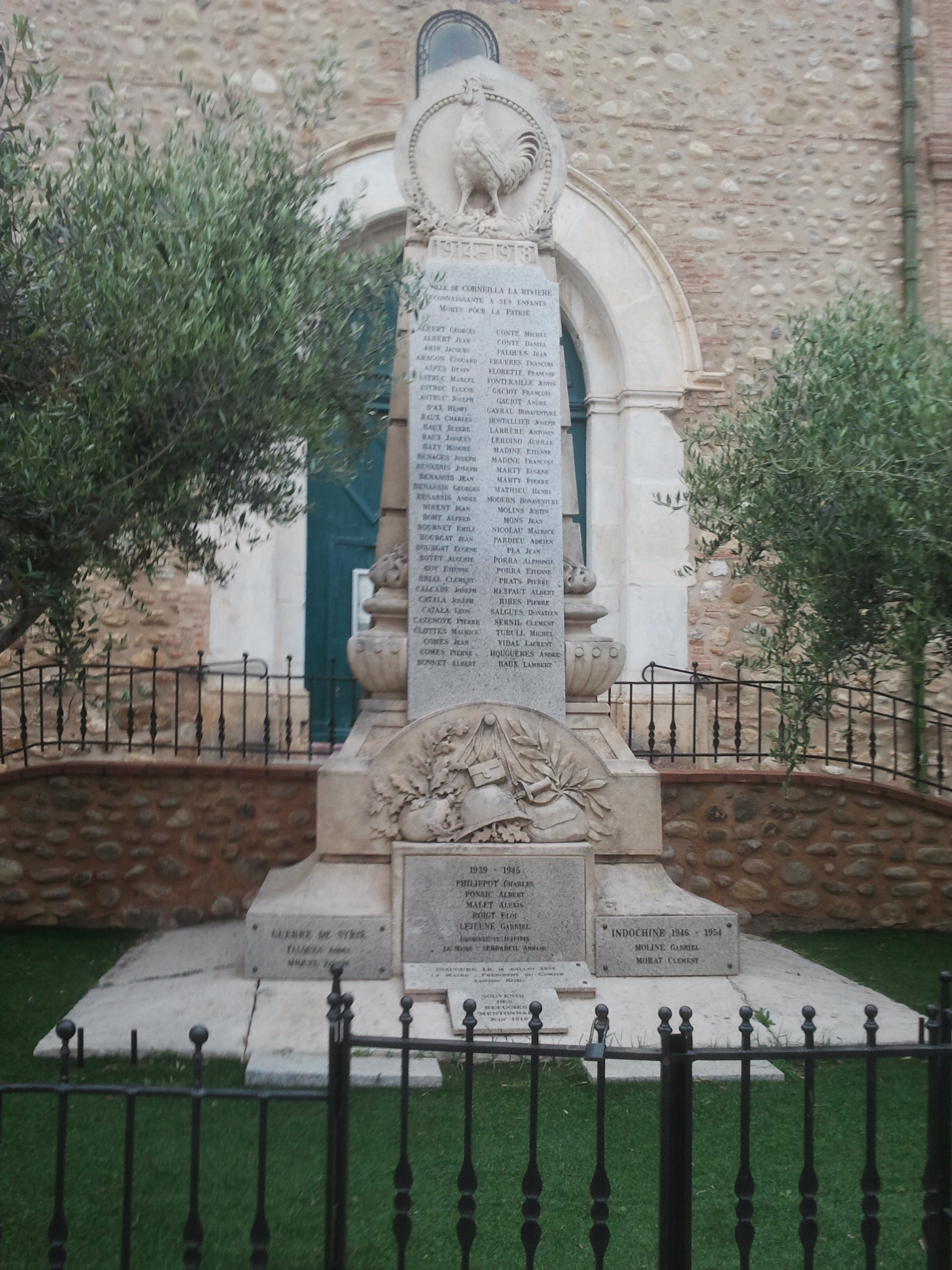
Le monument aux morts.

Par décret du 6 août 1963, Corneilla-la-Rivière perd plusieurs portions de territoire, rattachées à Pézilla-la-Rivière.
Le 1er janvier 2025, la commune quitte la communauté de communes Roussillon Conflent et rejoint Perpignan Méditerranée Métropole.

## Politique et administration

### Canton
En 1790, la commune de Corneilla-la-Rivière est incluse dans le canton de Pézilla, puis rejoint en 1801 le canton de Millas, qu'elle ne quitte plus par la suite,.
À compter des élections départementales de 2015, la commune rejoint le nouveau canton de la Vallée de la Têt.

### Liste des maires
| Période      | Période      | Identité                | Étiquette | Qualité       |
| ------------ | ------------ | ----------------------- | --------- | ------------- |
| 1790         | 1792         | Jean Sahoner            |           |               |
| 1792         | 1800         | Pierre Boy              |           |               |
| 1800         | 1801         | Jean Sahoner            |           |               |
| 1801         | 1802         | Martin Roig             |           |               |
| 1802         | 1803         | Marc Estrade            |           |               |
| 1803         | 1813         | Joseph Roig             |           |               |
| 1813         | 1815         | Emmanuel Boyer          |           |               |
| 1815         | 1815         | François Castera        |           |               |
| 1815         | 1816         | Jérôme Rocha            |           |               |
| 1816         | 1819         | Julien Bort             |           |               |
| 1820         | 1821         | Sébastien Peig          |           |               |
| 1821         | 1822         | Emmanuel Boyer          |           |               |
| 1822         | 1830         | Sébastien Peig          |           |               |
| 1830         | 1843         | François Castera        |           |               |
| 1843         | 1846         | Joseph Roig-Aragon      |           |               |
| 1846         | 1851         | Joseph Porra            |           |               |
| 1851         | 1851         | François Pujol          |           |               |
| 1851         | 1852         | François Sibiude        |           |               |
| 1852         | 1860         | François Bibent         |           |               |
| 1860         | 1863         | Julien Hostallier       |           |               |
| 1863         | 1865         | Étienne Roig            |           |               |
| 1865         | 1870         | Joseph Llaigonne        |           |               |
| 1870         | 1871         | Joseph Fonteraille      |           |               |
| 1871         | 1874         | Emmanuel Gendre         |           |               |
| 1874         | 1876         | François Pujol          |           |               |
| 1876         | 1877         | Joseph Fonteraille      |           |               |
| 1877         | 1878         | François Parès          |           |               |
| 1878         | 1884         | Emmanuel Gendre         |           |               |
| 1884         | 1888         | André Respaud           |           |               |
| 1888         | 1892         | Joseph Fabre            |           |               |
| 1892         | 1896         | Joseph Gaciot           |           |               |
| 1896         | 1898         | Michel Albert           |           |               |
| 1898         | 1901         | Louis Falques Olive     |           |               |
| 1901         | 1903         | Emmanuel Madern         |           |               |
| 1903         | 1908         | Jean Boussié            |           |               |
| 1908         | 1910         | Gaudérique Auther       |           |               |
| 1910         | 1912         | Jean Respaut            |           |               |
| 1912         | 1919         | Joseph Albert           |           |               |
| 1919         | 1926         | Adrien Roig             |           |               |
| 1926         | 1929         | François Respaud        |           |               |
| 1929         | 1930         | François Baux           |           |               |
| 1930         | 1941         | Jean Fonteraille        |           |               |
| 1941         | 1944         | Michel Toès             |           |               |
| 1944         | 1945         | Marc Boy                |           |               |
| 1945         | 1947         | Armand Serradeil        |           |               |
| octobre 1947 | mars 1959    | François Pascot         |           |               |
| mars 1959    | mars 1965    | Raphaël Moliner         |           |               |
| mars 1965    | juin 1995    | Yves Gandou             |           |               |
| juin 1995    | mars 2001    | François Gaciot         | SE        |               |
| mars 2001    | mars 2008    | Léon Lacotte            | PCF       |               |
| mars 2008    | juillet 2020 | Gislène Beltran-Charre, | DVG       | Fonctionnaire |
| juillet 2020 | En cours     | René Laville            |           |               |

## Population et société

### Démographie ancienne
La population est exprimée en nombre de feux (f) ou d'habitants (H).
| 1358 | 1365 | 1378 | 1424 | 1470 | 1515 | 1553 | 1643 | 1709 |
| ---- | ---- | ---- | ---- | ---- | ---- | ---- | ---- | ---- |
| 49 f | 50 f | 20 f | 15 f | 29 f | 35 f | 24 f | 66 f | 97 f |

| 1720  | 1730  | 1755  | 1765  | 1767  | 1774  | 1789  | 1790  | - |
| ----- | ----- | ----- | ----- | ----- | ----- | ----- | ----- | - |
| 127 f | 139 f | 183 f | 350 H | 654 H | 699 H | 168 f | 534 H | - |

### Démographie contemporaine
L'évolution du nombre d'habitants est connue à travers les recensements de la population effectués dans la commune depuis 1793. Pour les communes de moins de 10 000 habitants, une enquête de recensement portant sur toute la population est réalisée tous les cinq ans, les populations de référence des années intermédiaires étant quant à elles estimées par interpolation ou extrapolation. Pour la commune, le premier recensement exhaustif entrant dans le cadre du nouveau dispositif a été réalisé en 2008.

En 2022, la commune comptait 2 013 habitants, en évolution de +0,4 % par rapport à 2016 (Pyrénées-Orientales : +3,92 %, France hors Mayotte : +2,11 %).
| 1793 | 1800 | 1806 | 1821  | 1831  | 1836  | 1841  | 1846  | 1851  |
| ---- | ---- | ---- | ----- | ----- | ----- | ----- | ----- | ----- |
| 755  | 747  | 886  | 1 046 | 1 131 | 1 227 | 1 261 | 1 262 | 1 334 |

| 1856  | 1861  | 1866  | 1872  | 1876  | 1881  | 1886  | 1891  | 1896  |
| ----- | ----- | ----- | ----- | ----- | ----- | ----- | ----- | ----- |
| 1 320 | 1 355 | 1 372 | 1 263 | 1 348 | 1 358 | 1 203 | 1 251 | 1 257 |

| 1901  | 1906  | 1911  | 1921  | 1926  | 1931  | 1936  | 1946 | 1954  |
| ----- | ----- | ----- | ----- | ----- | ----- | ----- | ---- | ----- |
| 1 223 | 1 235 | 1 123 | 1 072 | 1 002 | 1 051 | 1 039 | 979  | 1 010 |

| 1962  | 1968  | 1975 | 1982 | 1990  | 1999  | 2006  | 2008  | 2013  |
| ----- | ----- | ---- | ---- | ----- | ----- | ----- | ----- | ----- |
| 1 012 | 1 010 | 936  | 967  | 1 081 | 1 407 | 1 686 | 1 764 | 1 989 |

| 2018  | 2022  | - | - | - | - | - | - | - |
| ----- | ----- | - | - | - | - | - | - | - |
| 1 978 | 2 013 | - | - | - | - | - | - | - |

| selon la population municipale des années : | 1968 | 1975 | 1982 | 1990 | 1999 | 2006 | 2009 | 2013 |
| Rang de la commune dans le département      | 52   | 64   | 65   | 68   | 63   | 59   | 59   | 55   |
| Nombre de communes du département           | 232  | 217  | 220  | 225  | 226  | 226  | 226  | 226  |

### Enseignement

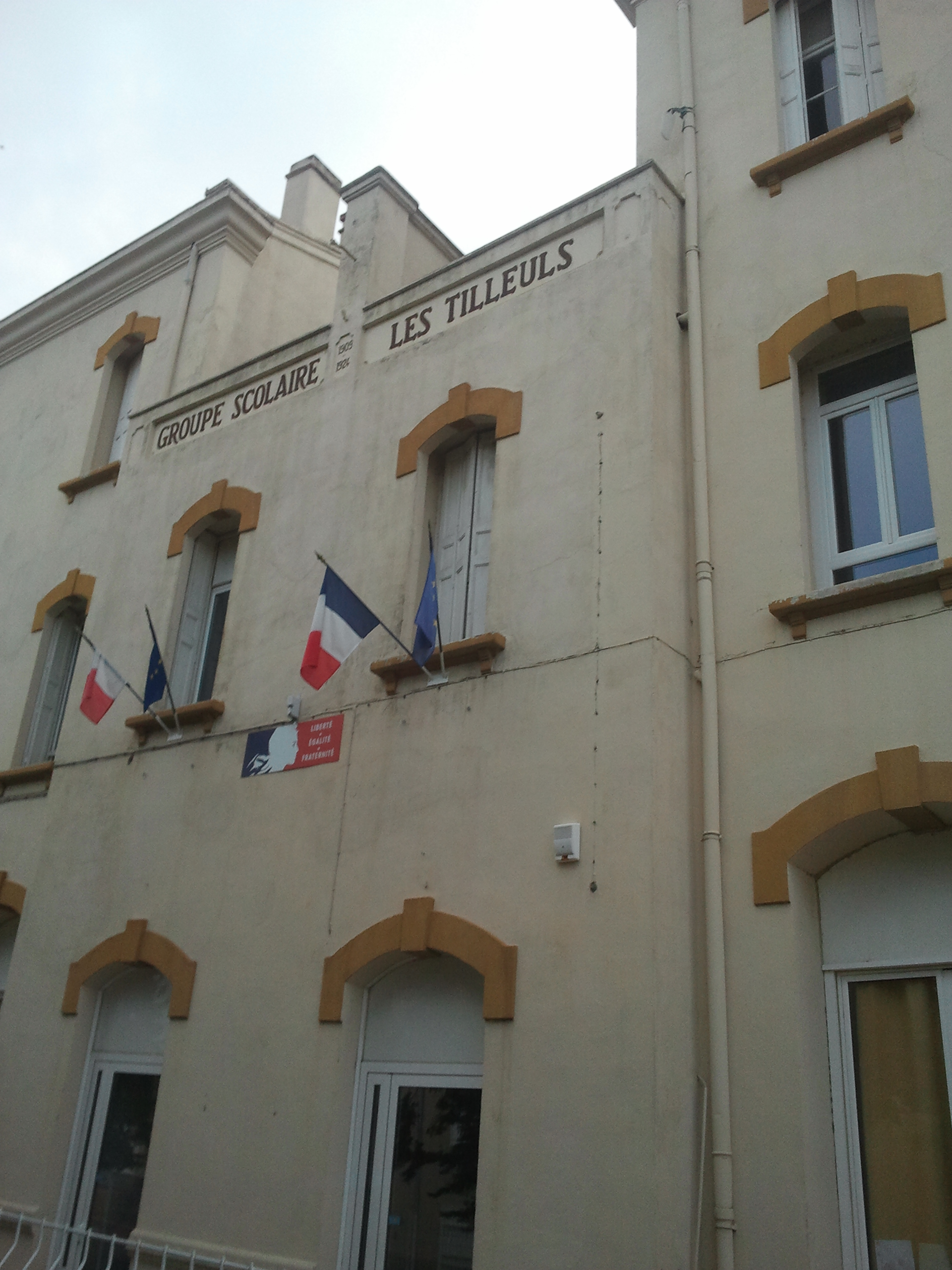
Le groupe scolaire Les Tilleuls.

La commune dispose d'un groupe scolaire.

### Manifestations culturelles et festivités
- Fête patronale : Saint Martin[42] ;
- Fête communale : 19 août.

## Économie

### Revenus
En 2018, la commune compte 795 ménages fiscaux, regroupant 1 874 personnes. La médiane du revenu disponible par unité de consommation est de 20 260 € (19 350 € dans le département).

### Emploi
|                | 2008   | 2013   | 2018   |
| -------------- | ------ | ------ | ------ |
| Commune        | 8,3 %  | 9,7 %  | 10,5 % |
| Département    | 10,3 % | 12,9 % | 13,3 % |
| France entière | 8,3 %  | 10 %   | 10 %   |

En 2018, la population âgée de 15 à 64 ans s'élève à 1 242 personnes, parmi lesquelles on compte 74,4 % d'actifs (63,8 % ayant un emploi et 10,5 % de chômeurs) et 25,6 % d'inactifs,. Depuis 2008, le taux de chômage communal (au sens du recensement) des 15-64 ans est inférieur à celui du département, mais supérieur à celui de la France.
La commune fait partie de la couronne de l'aire d'attraction de Perpignan, du fait qu'au moins 15 % des actifs travaillent dans le pôle,. Elle compte 211 emplois en 2018, contre 251 en 2013 et 217 en 2008. Le nombre d'actifs ayant un emploi résidant dans la commune est de 803, soit un indicateur de concentration d'emploi de 26,2 % et un taux d'activité parmi les 15 ans ou plus de 58,5 %.
Sur ces 803 actifs de 15 ans ou plus ayant un emploi, 142 travaillent dans la commune, soit 18 % des habitants. Pour se rendre au travail, 87,5 % des habitants utilisent un véhicule personnel ou de fonction à quatre roues, 1,6 % les transports en commun, 6,8 % s'y rendent en deux-roues, à vélo ou à pied et 4 % n'ont pas besoin de transport (travail au domicile).

### Activités hors agriculture

#### Secteurs d'activités
134 établissements sont implantés  à Corneilla-la-Rivière au 31 décembre 2019. Le tableau ci-dessous en détaille le nombre par secteur d'activité et compare les ratios avec ceux du département,.
| Secteur d'activité                                                                                        | Commune | Commune | Département |
| Secteur d'activité                                                                                        | Nombre  | %       | %           |
| --- | ------- | ------- | ----------- |
| Ensemble                                                                                                  | 134     | 100 %   | (100 %)     |
| Industrie manufacturière, industries extractives et autres                                                | 8       | 6 %     | (8,7 %)     |
| Construction                                                                                              | 36      | 26,9 %  | (14,3 %)    |
| Commerce de gros et de détail, transports, hébergement et restauration                                    | 27      | 20,1 %  | (30,5 %)    |
| Information et communication                                                                              | 8       | 6 %     | (1,9 %)     |
| Activités financières et d'assurance                                                                      | 3       | 2,2 %   | (3 %)       |
| Activités immobilières                                                                                    | 9       | 6,7 %   | (6,2 %)     |
| Activités spécialisées, scientifiques et techniques et activités de services administratifs et de soutien | 15      | 11,2 %  | (13 %)      |
| Administration publique, enseignement, santé humaine et action sociale                                    | 20      | 14,9 %  | (13,9 %)    |
| Autres activités de services                                                                              | 8       | 6 %     | (8,5 %)     |

Le secteur de la construction est prépondérant sur la commune puisqu'il représente 26,9 % du nombre total d'établissements de la commune (36 sur les 134 entreprises implantées  à Corneilla-la-Rivière), contre 14,3 % au niveau départemental.

#### Entreprises et commerces
Les cinq entreprises ayant leur siège social sur le territoire communal qui génèrent le plus de chiffre d'affaires en 2020 sont : 
- SARL Sermibat, fabrication de portes et fenêtres en métal (3 853 k€)
- Kms66., travaux de maçonnerie générale et gros œuvre de bâtiment (189 k€)
- Cash Developpement SARL, location de terrains et d'autres biens immobiliers (172 k€)
- Corneilla Taxi, transports de voyageurs par taxis (114 k€)
- Lm66, autres activités récréatives et de loisirs (81 k€)

### Agriculture
La commune est dans la « plaine du Roussillon », une petite région agricole occupant la bande côtière et une grande partie centrale du département des Pyrénées-Orientales. En 2020, l'orientation technico-économique de l'agriculture  sur la commune est la culture de fruits ou d'autres cultures permanentes.
|               | 1988 | 2000 | 2010 | 2020 |
| ------------- | ---- | ---- | ---- | ---- |
| Exploitations | 110  | 69   | 40   | 25   |
| SAU (ha)      | 780  | 669  | 584  | 336  |

Le nombre d'exploitations agricoles en activité et ayant leur siège dans la commune est passé de 110 lors du recensement agricole de 1988  à 69 en 2000 puis à 40 en 2010 et enfin à 25 en 2020, soit une baisse de 77 % en 32 ans. Le même mouvement est observé à l'échelle du département qui a perdu pendant cette période 73 % de ses exploitations,. La surface agricole utilisée sur la commune a également diminué, passant de 780 ha en 1988 à 336 ha en 2020. Parallèlement la surface agricole utilisée moyenne par exploitation a augmenté, passant de 7 à 13 ha.

#### AOC viticoles
La commune peut produire des vins comme le Côtes catalanes, le Côtes du Roussillon, le Côtes du Roussillon Villages, le Grand Roussillon, le Languedoc, le Muscat de Rivesaltes, le Pays d'Oc et le Rivesaltes.

## Culture locale et patrimoine

### Monuments et lieux touristiques

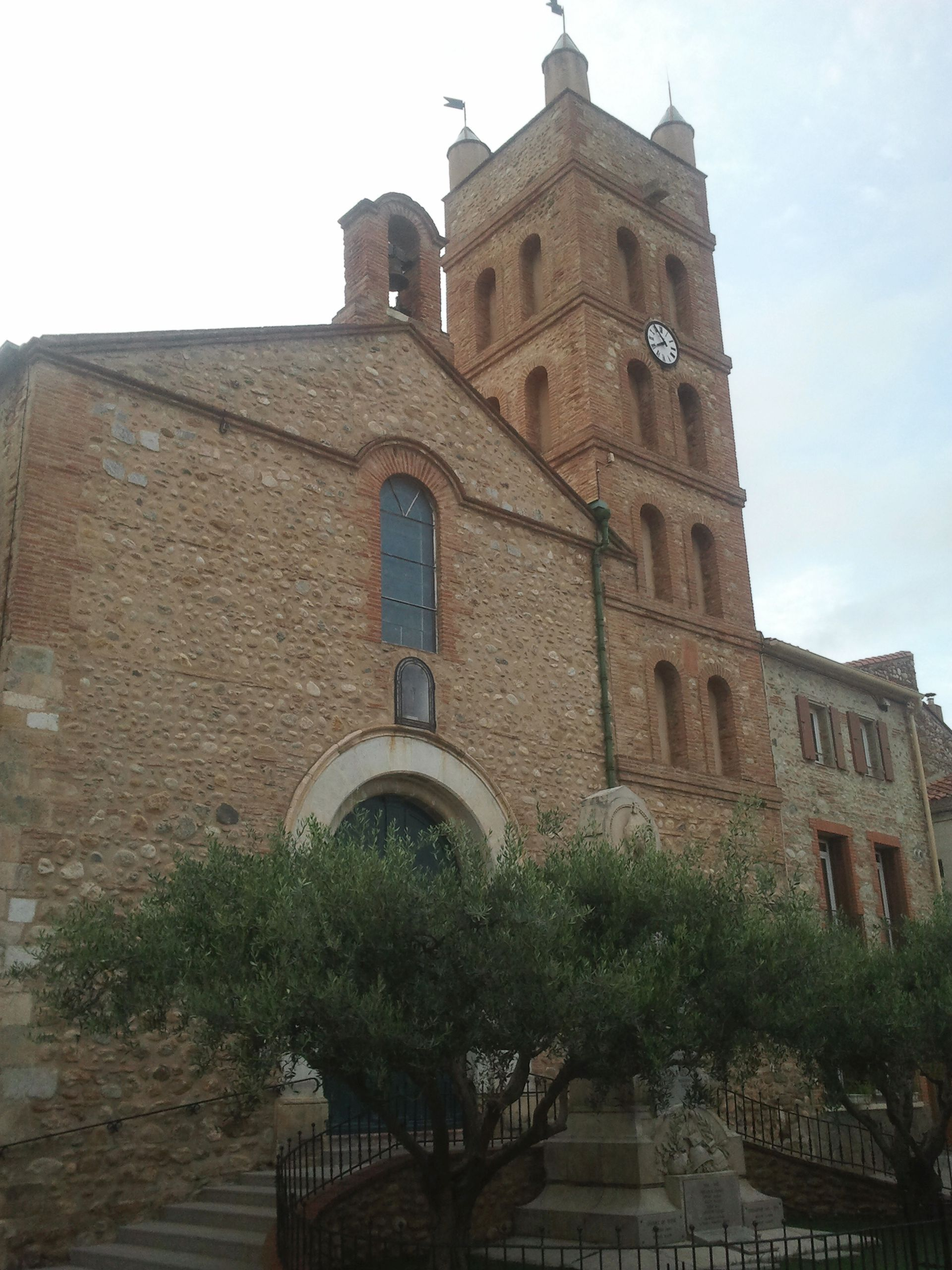
L'église Saint-Martin.

Les lieux notables de Corneilla-la-Rivière sont les suivants :
- Vestiges des fortifications, avec deux tours, et vestiges d'un moulin à huile ;
- L'Église Saint-Martin de Corneilla-la-Rivière, construite au XIe siècle, incendiée au XVIIe siècle et reconstruite, puis agrandie au XIXe.

### Personnalités liées à la commune
- Marie Arago (1755-1845) : épouse de François Bonaventure Arago, née à Corneilla-la-Rivière ;
- Georges-Daniel de Montfreid (1856-1929) : peintre ami de Gauguin, y séjourna régulièrement[réf. nécessaire] ;
- Cali (1968-) : chanteur, y possède son habitation principale[réf. nécessaire].
- Paul Pairet (1964-): chef étoilé, y possède ses attaches familiales

### Héraldique
| Blason de Corneilla-la-Rivière | Blason  | D'or à quatre pals de gueules; à l'écusson ovale de pourpre chargé de saint Martin évêque d'argent, la chasuble et la mitre de gueules, bénissant de sa main dextre et tenant dans sa senestre une crosse épiscopale d'or, brochant sur le tout. |
| Blason de Corneilla-la-Rivière | Détails | Le statut officiel du blason reste à déterminer. |